# Guedê
Guedê ou Guedé, no vodu haitiano, é a família dos espíritos que encarnam os poderes de morte e fertilidade. Espíritos Guédé incluem Guedê Massacá, Guedê Nibô, Guedê Plumado, Guedê Malis Ti e Guedê Zaraniê.
Ghede Masaka assiste Ghede Nibo. Ele é um homem andrógino ou coveiro transexual e espírito do morto, reconhecido por sua camisa preta, jaqueta branca, e véu branco. Ghede Masaka carrega um saco contendo folhas venenosas e um cordão umbilical. Ghede Masaka é por vezes descrito como o companheiro de Ghede Oussou. Ambos são bissexuais. Ghede Oussou é por vezes, também relacionado com o sexo feminino Ghede L'Oraille. Ghede Oussou veste uma jaqueta preta ou roxa  marcada nas costas com uma cruz branca, e um véu preto ou roxo. Seu nome significa "alegre (bêbado, embriagado) devido ao seu amor ao rum branco.